# Дугопрсти вечерњак
Дугопрсти вечерњак (лат. Myotis capaccinii) је врста слепог миша из породице вечерњака (лат. Vespertilionidae).

## Распрострањење
Врста има станиште у Албанији, Алжиру, Андори, Аустрији, Босни и Херцеговини, Бугарској, Грчкој, Израелу, Ираку, Ирану, Италији, Јордану, Кипру, Либану, Македонији, Мароку, Румунији, Русији, Сирији, Словенији, Србији, Тунису, Турској, Узбекистану, Француској, Хрватској, Црној Гори и Шпанији.

## Станиште
Дугопрсти вечерњак има станиште на копну.

## Угроженост
Ова врста се сматра рањивом у погледу угрожености врсте од изумирања.

### Популациони тренд
Популација ове врсте се смањује, судећи по расположивим подацима.